# 綠山莊 (愛德華王子島)
綠山莊遺產地（英語：Green Gables Heritage Place），又稱綠色屋頂之家，是一座位於加拿大愛德華王子島卡文迪許（加拿大）的19世紀農場及文學地標，被認為是露西·莫德·蒙哥馬利的小說《清秀佳人》的取景地點。當前，綠山莊被加拿大政府列冊為聯邦遺產建築，位於L.M.蒙哥馬利卡文迪什加拿大國家歷史遺址上。該國家歷史遺址本身位於爱德华王子岛国家公园內。
綠山莊最初於1830年代由馬克尼爾家族興建，由於蒙哥馬利出生在附近的農莊。當蒙哥馬利出版小說時，人們對於綠山莊的興趣逐漸增加，最終在1936年由加拿大政府購買土地。政府最初將房屋作為歷史性建築以展示愛德華王子島19世紀的農業生活。但到了1970年代，人們開始計劃重新裝修建築，並自1985年以來成為露西·莫德·蒙哥馬利及其小說的主題博物館。當前，綠山莊成為愛德華王子島最受歡迎的旅遊景點。

## 沿革
綠山莊最初屬於露西·莫德·蒙哥馬利的親戚馬克尼爾家族擁有。1830年代，該家族興建了這座建築，並在1870年代和1921年進行了擴建，最終形成現在的L形格局。
1908年，蒙哥馬利發表了《清秀佳人》，並將綠山莊作為小說主角安妮·雪莉的家。.隨著小說的出版以及改編電影於1934年上映，綠山莊的存在引起了人們的關注。由於1930年代期間綠山莊一度處於空置狀態，1936年，加拿大政府購買了該產權以作為愛德華王子島國家公園開發計劃的一部分。1938年，政府曾計劃將綠山莊開發為相鄰高爾夫球場的會所，但由於公眾反對而被取消。
當蒙哥馬利於1942年去世後，她的遺體從安大略省運往愛德華王子島，葬禮在綠山莊舉行。
1950年代，綠山莊被配上了與落成時代相符的傢俱，作為一個地方歷史博物館使用。後在1970年代，在經過裝修和重新布置，以反映《清秀佳人》中描述建築物，並建築再次進行了擴建。之後1985年，加拿大公園決定更改家居內的傢俱，並在經過大規模的修復之後，綠山莊及其更大的國家歷史遺址作為露西·莫德·蒙哥馬利及小說博物館開放民眾參觀。
同年7月10日，由於建築物在文學界的重要性而受到表彰，綠山莊被正式指定為聯邦遺產建築，以作為[愛德華王子島19世紀建築的典範。2004年，建築群被指定為加拿大L.M.蒙哥馬利卡文迪什國家歷史遺址的一部分。
2017年，加拿大政府公佈了一項耗資950萬加元的綠山莊修復計劃，並規劃將在建築物附近新建一座解說中心。2020年8月29日，解說中心在綠山莊房屋北側落成向公眾開放，日本憲仁親王妃久子作為貴賓出席了解說中心的開幕儀式。
2020年12月1日，綠山莊因加拿大和日本促進的外交關係而被授予日本外務大臣的嘉獎。

## 園區規劃

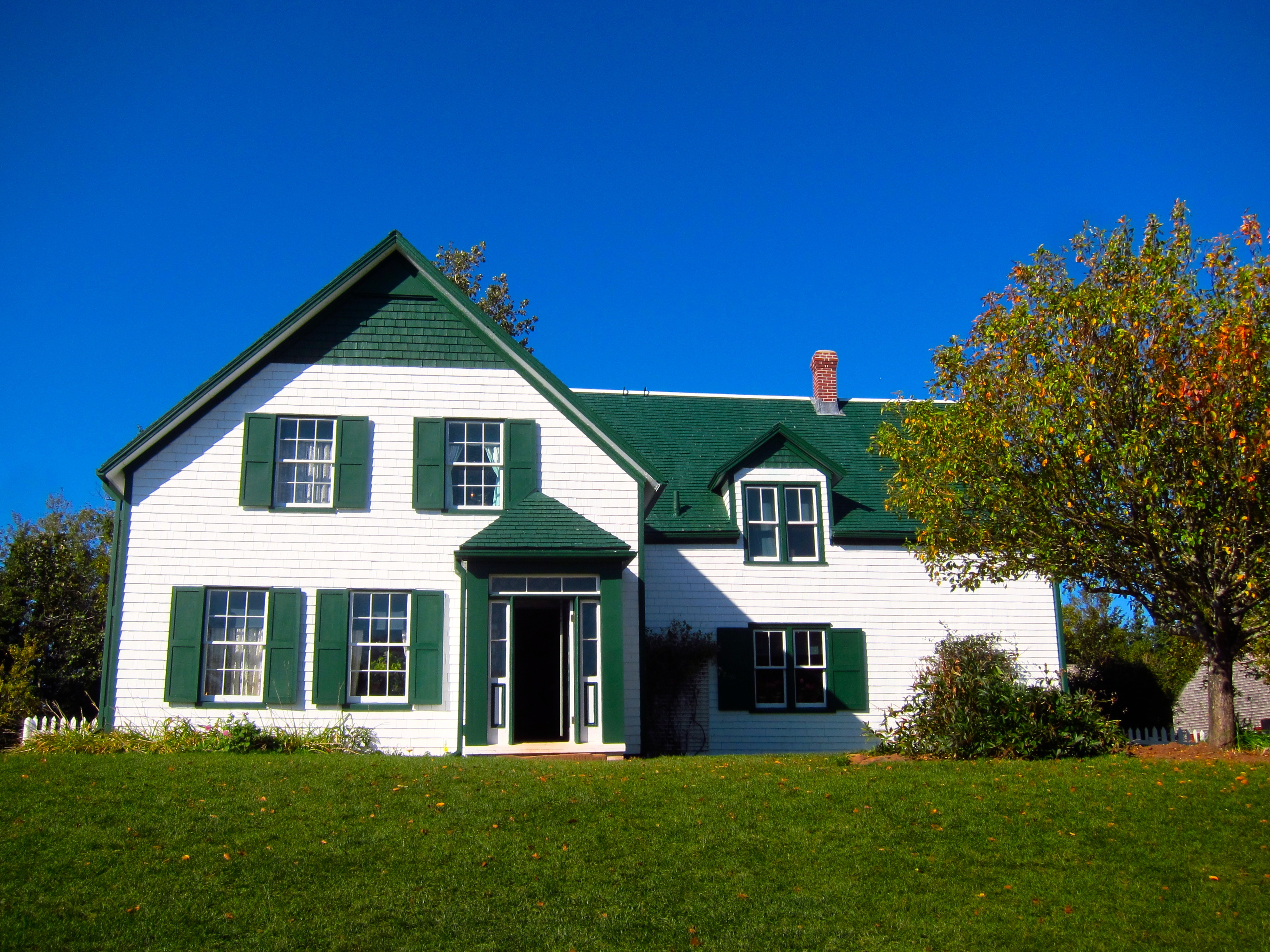
綠山莊立面
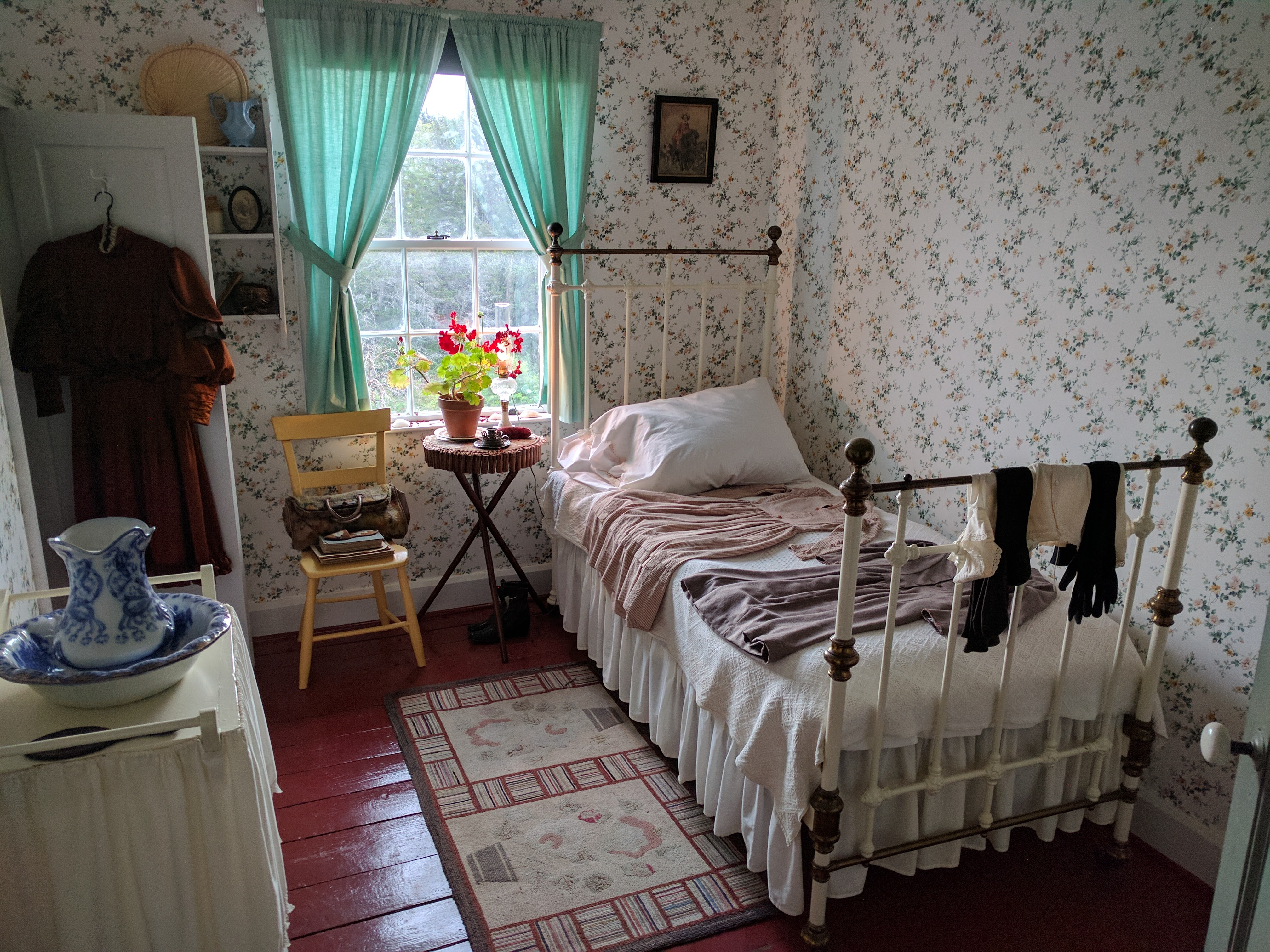
安妮·雪莉的房間
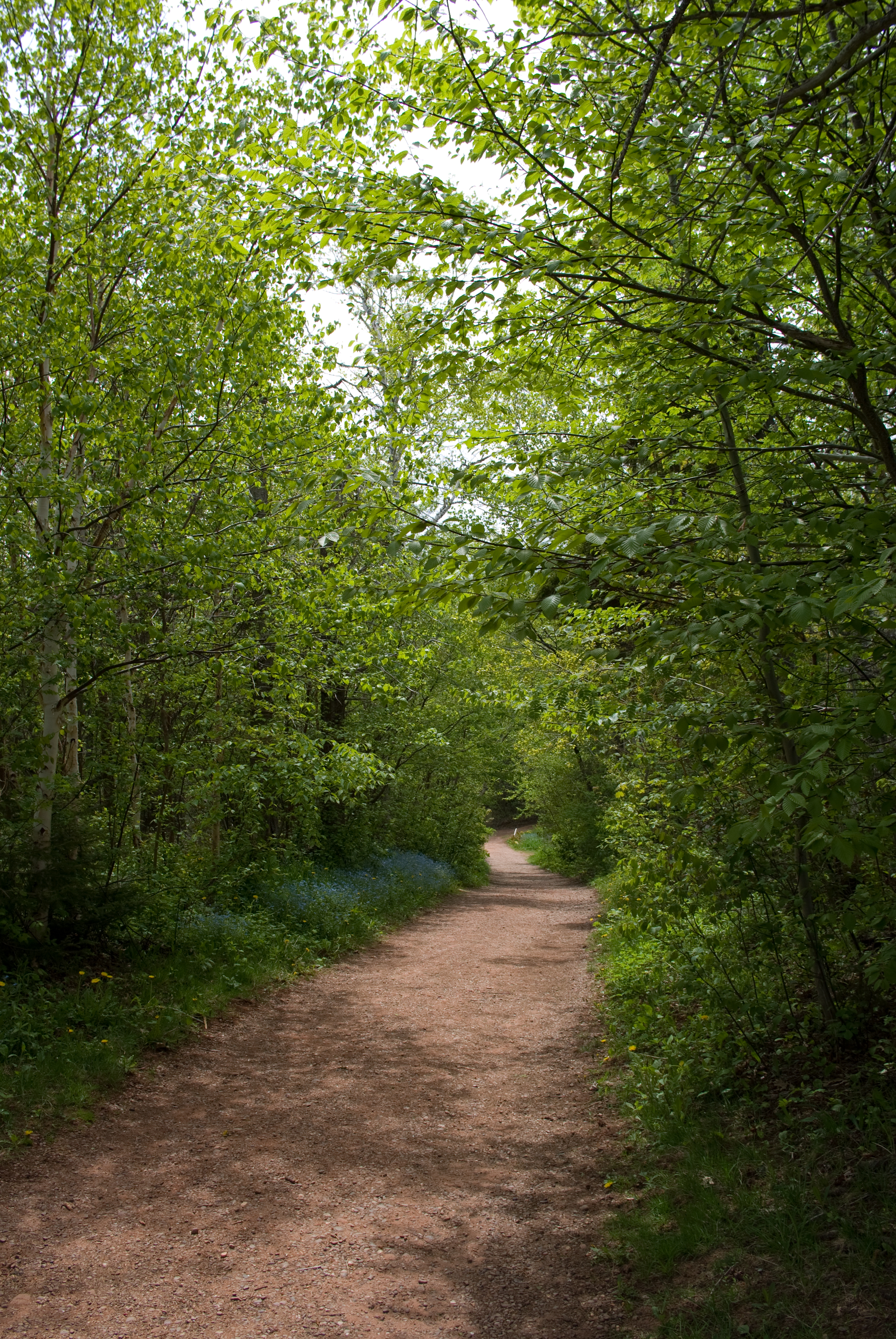
園區的情人小徑
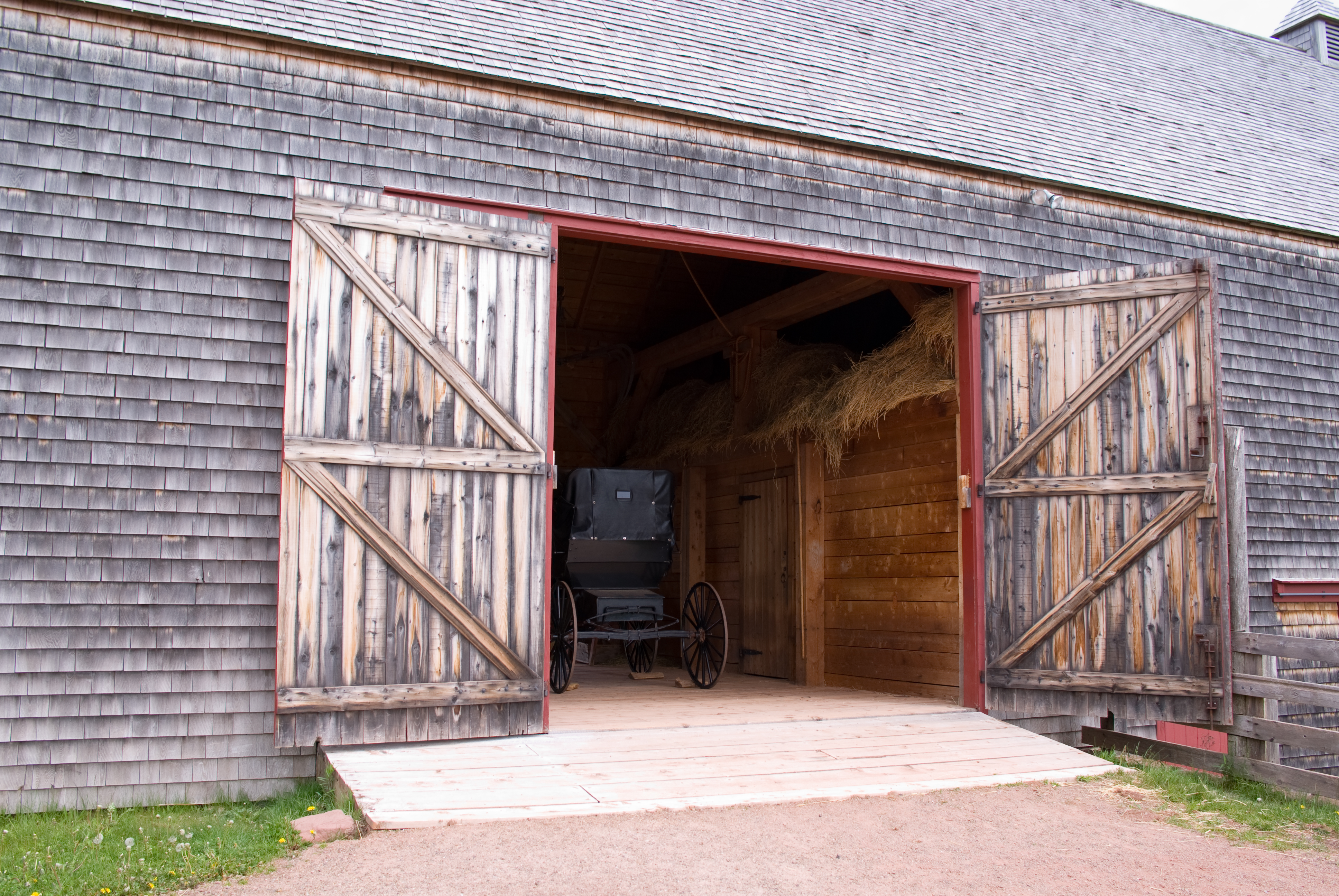
穀倉

當前的綠山莊園區位於加拿大卡文迪許國家歷史遺址，建於19世紀末的建築群範圍則包括綠山莊、蒙哥馬利的家園、以及幾條森林小徑，包括幽靈樹林、情人小徑和香柏谷等作為小說靈感來源的綠地。
該園區主要分為兩個區域，蒙哥馬利的家和綠山莊。前者是蒙哥馬利與她的家庭在昔日曾居住的住所及農場，綠山莊則位於蒙哥馬利的家西側，周圍的土地還包括一所歷史悠久的學校、農場建築和小徑。
2019年，綠山莊北部建造的解說中心向公眾開放，該設施將展示蒙哥馬利的文物及其小說收藏。建築物由該中心由根源建築事務所（Root Architecture）設計，該中心的設施還包括展覽空間、禮品店和辦公室。周圍則環繞著一個庭院，中心結構使用了木質框架和板材。

### 建築設計
作為園區中心的綠山莊是一棟一層半的L型建築，該建築物的外牆用白色油漆的木瓦板包覆，唯一顯眼的色彩則包括屋頂和窗戶百葉窗的綠色，建築共有兩層，總共有六個窗戶，每個窗戶都有百葉窗，整體平面面積為220平方公尺（2,400平方英尺）。
室內部份，綠山莊共配置了個臥室、一個餐廳、一紉房和一個客廳。雖然整個房屋使用了木材，但煙囪是由磚石製成的。1936年聯邦政府購買建築後，將官方重新將屋頂和百葉窗塗上綠色，使建築更具有適宜性。

### 文章
1. 1 2 3 4  . gov.pe.ca. Government of Prince Edward Island.   [23 September 2020]. （原始内容存档于2022-09-29）.
2. ↑  Gammel, Irene; Lefebvre, Benjamin. . University of Toronto Press. 2010: 23. ISBN 9781442611061.
3. ↑  McIntosh, Andrew; Devereux, Cecily. . . Historica Canada. 30 January 2020  [23 September 2020]. （原始内容存档于2024-02-17）.
4. ↑  Cross, David. . The Toronto Star. Torstar Corporation. 13 February 2014  [23 September 2020]. （原始内容存档于2023-05-03）.
5. ↑  . Canada's Historic Places. Parks Canada.   [23 September 2020]. （原始内容存档于2023-08-26）.
6. ↑  . Canada's Historic Places. Parks Canada.   [23 September 2020]. （原始内容存档于2023-05-07）.
7. ↑  Campbell, Malcolm. . CBC News. Canadian Broadcasting Corporation. 6 April 2017  [23 September 2020]. （原始内容存档于2023-05-01）.
8. ↑  Lam, Elsa. . Canadian Architect. 2019-08-21  [2023-05-01]. （原始内容存档于2023-05-04） （美国英语）.
9. ↑   (PDF). www.mofa.go.jp. Ministry of Foreign Affairs of Japan: 2. 2020  [2 December 2020]. （原始内容存档 (PDF)于2023-09-13）.

## 外部連結
- 官方网站
- L.M. Montgomery's Cavendish National Historic Site - Parks Canada